# Uvala Škvaranska - Uvala Sv. Marina
Uvala Škvaranska - Uvala Sv. Marina este o arie protejată (sit de importanță comunitară — SCI) din Croația întinsă pe o suprafață de 86,82 ha, integral marine.

## Localizare
Centrul sitului Uvala Škvaranska - Uvala Sv. Marina este situat la coordonatele 44°59′54″N 14°10′13″E / 44.998359°N 14.170238°E.

## Înființare
Situl Uvala Škvaranska - Uvala Sv. Marina a fost declarat sit de importanță comunitară în iulie 2013 pentru a proteja un număr necunoscut de specii din flora spontană și fauna sălbatică aflate în arealul zonei.

## Biodiversitate
Situată în ecoregiunea marină mediteraneană, aria protejată conține 2 habitate naturale: Bancuri de nisip acoperite în permanență slab de apă marină, Recifuri.
La baza desemnării sitului se află un număr nedeclarat de specii protejate.